# Jose Diokno

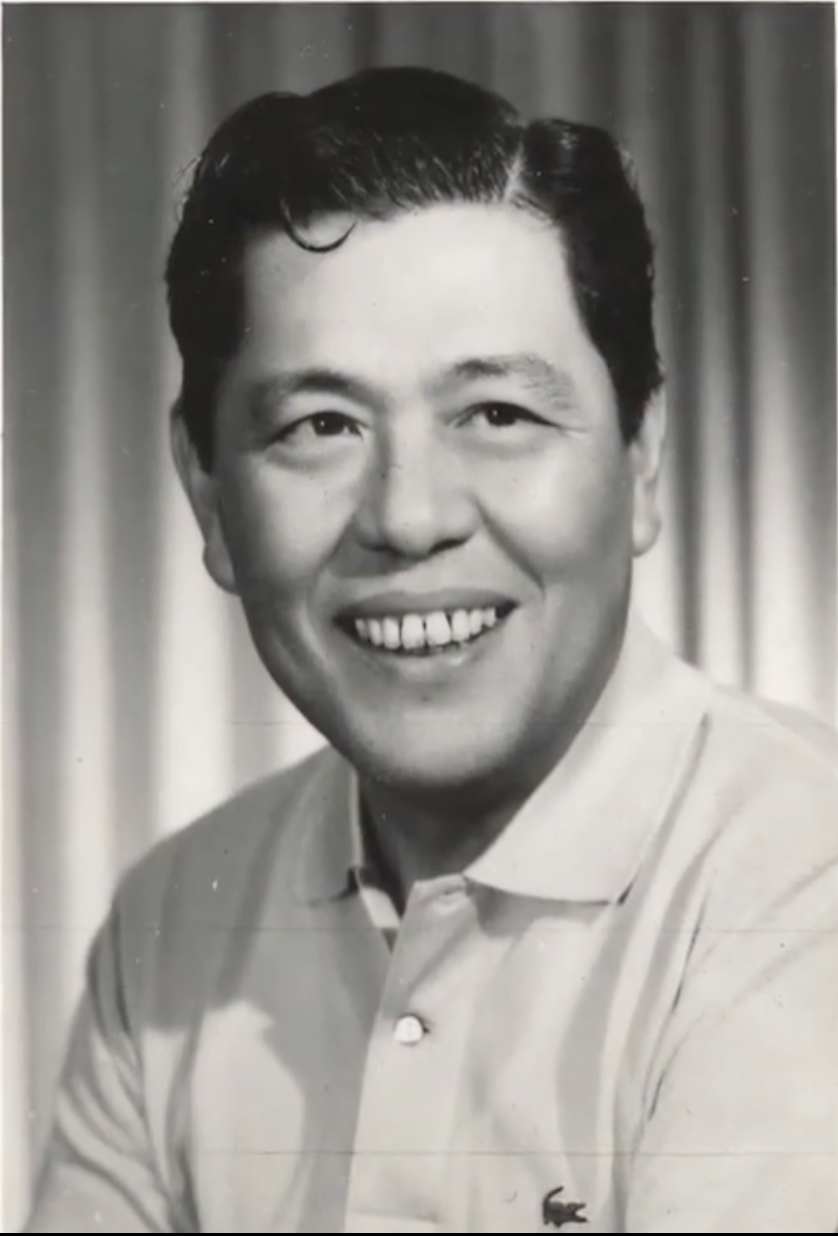
Jose W. Diokno

Jose Wright Diokno (* 26. Februar 1922 in Manila; † 27. Februar 1987 in Quezon City) war ein philippinischer Jurist und Politiker, der sich insbesondere für die Beachtung der Menschenrechte einsetzte.

## Leben

### Rechtsanwalt, Justizminister und Senator
Diokno, Sohn des beigeordneten Richters am Obersten Gerichtshof Ramón Diokno und einer Britin studierte zunächst Rechnungswesen an der Universität De La Salle und erwarb dort 1939 einen Abschluss als Certified Public Accountant summa cum laude. Ein anschließendes postgraduales Studium der Rechtswissenschaften an der Päpstlichen und Königlichen Universität des heiligen Thomas von Aquin in Manila (University of Santo Tomas) musste er jedoch wegen des Beginns des Zweiten Weltkrieges abbrechen, setzte allerdings sein Studium in der Kanzlei seines Vaters fort und erhielt später auch die Zulassung als Rechtsanwalt.
Während seiner anschließenden erfolgreichen anwaltlichen Tätigkeit befasste er sich besonders mit dem Strafrecht, aber auch mit dem Wahlrecht. Darüber hinaus war er zeitweise sowohl Rechtsberater der Nacionalista Party als auch von Arsenio Lacson, der zwischen 1952 und 1962 Bürgermeister von Manila war. In dieser Zeit engagierte er sich darüber hinaus in zahlreichen Berufsverbänden und anderen gesellschaftlichen Organisationen wie American Jurisdicature Society, Lawyers Literary Club, Philippine Tuberculosis Society Inc., De La Salle Alumni Association und Philippine Institute of Certified Public Accountants.
1961 wurde er Justizminister (Justice Secretary) im Kabinett von Präsident Diosdado Macapagal, trat von diesem Amt jedoch bereits 1962 zurück, nachdem er zuvor erstmals zum Mitglied in den Senat gewählt wurde. Dem Senat gehörte er nach seiner Wiederwahl 1968 zwischen 1963 und 1972 an. In der Folgezeit leitete er zahlreiche Gruppen zur Unterstützung menschenrechtlicher Belange und gehörte zu den Gegnern der US-amerikanischen Militärbasen auf den Philippinen wie der US Naval Base Subic Bay.
Besonders als Vorsitzender der Anti-Bases Coalition (A.B.C.) führte er aus, dass die US-amerikanischen Militärbasen eine koloniale Beziehung verewigen würden. Er sprach sich für eine Veränderung der bis dato exportbasierten philippinischen Wirtschaft aus, um diese von der Abhängigkeit der USA, Japans und anderen Haupthandelspartnern zu befreien. Dabei sah er die Philippinen zukünftig als einen „Platz, wo niemand uns herumstoßen kann, nicht einmal die US-amerikanischen Imperialisten“.

### Gegner der Marcos-Diktatur und Sturz des Diktators
Als Senator gehörte er damit zur Opposition gegen Präsident Marcos und wurde nach dem von diesem am 21. September 1972 verhängten Kriegsrecht verhaftet und verbrachte annähernd zwei Jahre in Haft ohne Anklageerhebung, wobei er zeitweise in der Zelle des später erschossenen Senators und Oppositionsführers Benigno Aquino II untergebracht war. Nach seiner Freilassung gehörte er zu einer Gruppe von Anwälten, die politischer Gefangene verteidigte, die nicht nur führende Mitglieder der Partido Komunista ng Pilipinas, sondern auch sogenannte „unterdrückte kleine Leute“ wie Landwirte waren.
Er gehörte gegen Ende der Marcos-Herrschaft auch zu einer Convenors Group genannten kleinen Gruppe von Oppositionspolitikern, die sich im Falle eines Machtwechsels auf die Witwe Benigno Aquinos, Corazon Aquino, als Präsidentschaftskandidatin bei den Wahlen 1986 einigten.
Diokno, der sich als Nationalist insbesondere für Menschenrechte einsetzte, genoss aufgrund seiner Integrität und seiner Intelligenz sowohl das Ansehen von Freunden als auch von politischen  Gegnern. Seine 1984 ausgebrochene Krebserkrankung hinderte ihn jedoch daran, nach dem Sturz von Ferdinand Marcos im Februar 1986 zu einem der führenden Politiker der Folgezeit zu werden. Zuletzt war er Vorsitzender eines von Präsidentin Corazon Aquino, trat aber von dieser Funktion im Januar 1987 aus Protest zurück, nachdem zuvor 18 Demonstranten in der Nähe des Amtssitzes der Präsidentin, dem Malacañang-Palast, ums Leben kamen.
Nach seinem Tode ordnete Präsidentin Aquino ein zehntägiges nationales Gedächtnis ihm zu Ehren an und nannte ihn „einen Giganten von Mann, der der Diktatur von Präsident Marcos mit einem würdigen und eloquenten Mut trotzte, und an den man sich noch lange erinnern würde“.